# Tron (famiglia)
I Trón, famiglia patrizia veneziana annoverata fra le cosiddette Case Nuove, tra il XV e il XVI secolo diedero alla Repubblica varie personalità politiche di spicco, fra cui il doge Nicolò Tron (Nicolaus Tronus, 1399-1473), eletto all'età di 72 anni dopo un lungo soggiorno a Rodi, in Grecia, e nel Regno di Candia (Creta).
L'illustre casato conta un rilevante numero di soggetti che ricoprirono le primarie dignità dello Stato e le prelature eminenti, e molti furono ambasciatori alle corti estere e savi del Consiglio della Repubblica di Venezia. La famiglia è anche nota con Marco "Truno" a partire dalla metà XII secolo. Ebbe i rami di San Stae (Eustachio), di Candia, di San Benetto.

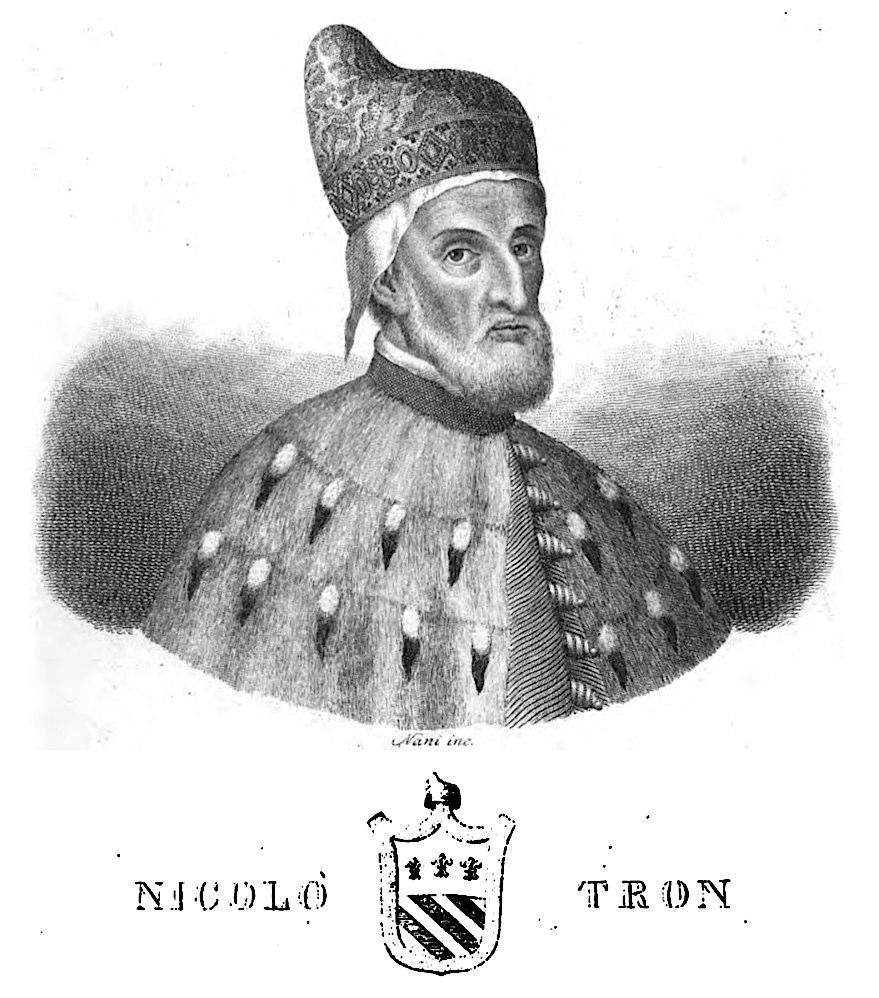
Nicolò Tron (1399 - 1473) fu doge dal 1471 al 1473.

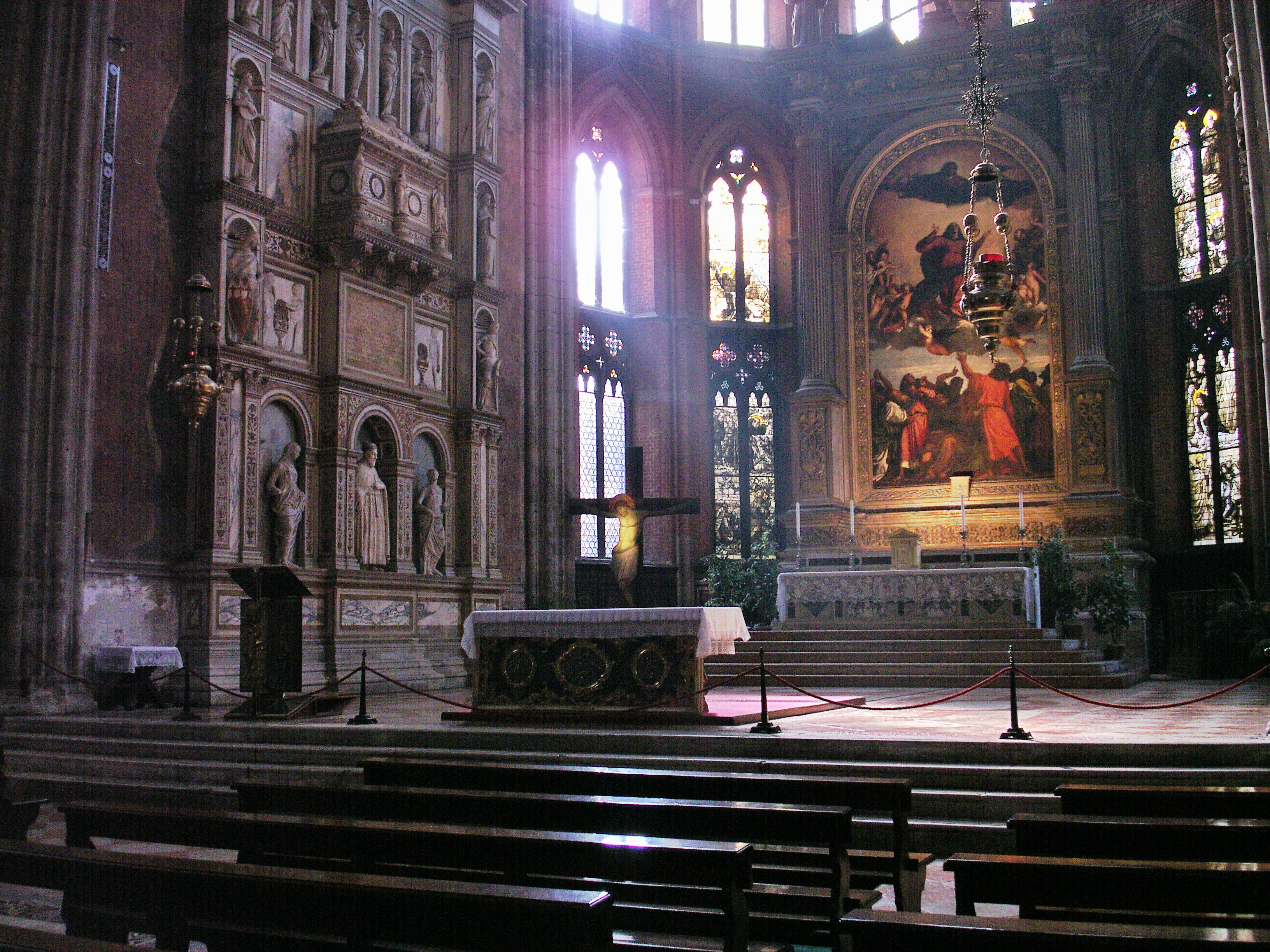
Monumento tombale della famiglia Tron a sinistra dell'Assunta di Tiziano, capolavoro di Antonio Rizzo nella Basilica di Santa Maria gloriosa dei Frari.

## Le origini della famiglia
La famiglia Trón (o Truno), di antica e cospicua nobiltà italiana risalente al V secolo, sostenne fin dagli antichi tempi il tribunato, primeggiando nelle isole realtine.
Le sue origini sono piuttosto discordanti; si ritiene che la dinastia dei Tron sia la stessa dei Tribuno e si ipotizza anche la discendenza con i Memmo (o Memmio) della Gens romana dei Memmii (Memmius).
Le origini del nome sono anch'esse controverse, ma potrebbe derivare da Tribuno, che nella Roma antica era il titolo e il grado di alti magistrati con attribuzioni politiche, amministrative e militari, abbreviato in Truno o Trono (dal latino tronus che vuol dire trono), ed infine chiamati Tron per l'accorciamento dei nomi nella lingua veneta.
La dinastia è certamente nota sin dai primi secoli dell'esistenza di Venezia e insediata nell'isola lagunare di Mazzorbo (Magna Urbs), città maggiore prima di Venezia, che fu fondata dagli abitanti di Altino (Altinum) in fuga dall'invasione dei Longobardi (VII secolo) e distrutta nel X secolo dagli Ungari. Mazzorbo era soprattutto un grande centro religioso composto da ben cinque monasteri, dove venivano educati i giovani patrizi e futuri governanti della Serenissima prima della nascita delle università veneziane nel XIII secolo.
Scipione Agnello Malici, negli Annali di Mantova (lib. VI), afferma che la famiglia era venuta da Mantova nelle isole venete, per la irruzione di Attila nel V secolo. Altre informazioni storiche li indicano provenienti da Mazzorbo ma oriundi di Ancona.
I Tron nel 966, insieme con altre famiglie, eressero la chiesa dedicata a San Eustachio o San Stae a Venezia e la scomparsa chiesa di San Boldo nel 1088, allora intitolata a Sant'Agata e bruciata nell'incendio del 1105. Eressero anche le chiese di San Ubaldo e di San Jacopo di Palude o San Giacomo in Paludo nell'isola veneziana che Orso Badoer, nel 1046, concesse a Giovanni Trono di Mazzorbo per costruirvi un monastero dedicato a San Giacomo Maggiore.
Nella toponomastica veneziana esistono numerosi riferimenti alla casata: nei pressi della Ca' Tron di San Stae esiste una calle, un ramo e un rio Tron; attorno al Palazzo Tron di San Gallo si hanno una calle e un ponte Tron; a San Nicolò dei Mendicoli, infine, esistono una fondamenta e un campiello Tron.

## Personalità illustri della Serenissima di Venezia

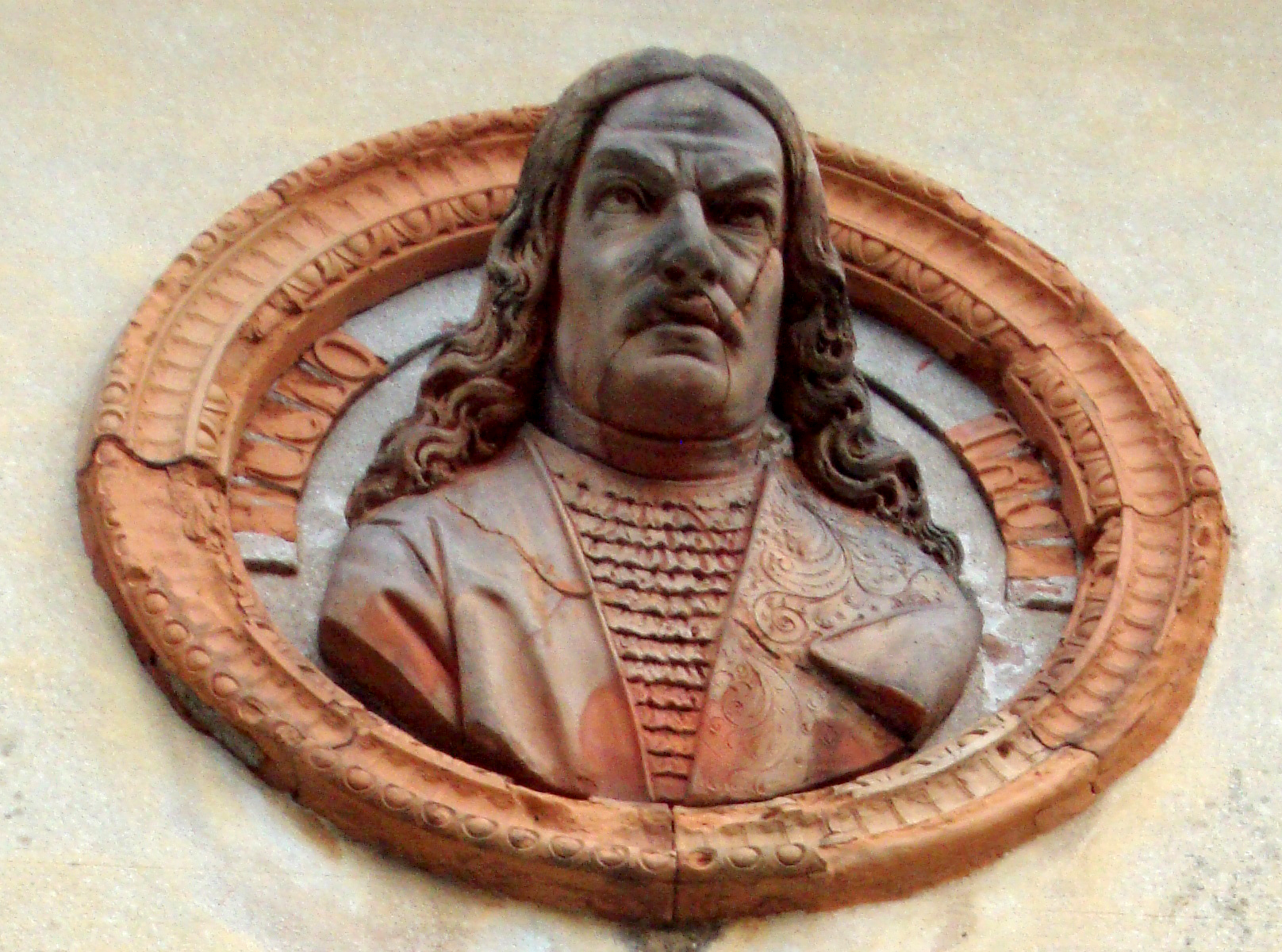
Il busto di Nicolò Tron, uno dei dodici medaglioni in terracotta che decora la facciata del Teatro Jacquard di Schio

- Demetrio Tribuno (Tron)[4] - Nell'819 fu primicerio della chiesa ducale di Venezia e nell'828 il primo primicerio della chiesa di San Marco appena eretta, con le sante reliquie di San Marco provenienti da Alessandria d’Egitto.
- Pietro Tribuno II - Vescovo e figlio del doge Demetrio Tribuno I (Tron). Nell'888 fu proclamato il XVII doge della Serenissima di Venezia. Eresse la città in Rialto, (Venezia) e la fortificò con una lunga muraglia e un castello, che diede il nome al sestiere di Castello, anticamente chiamato Olivolo. Morì nel 912.
- Pietro Tron (X secolo) - Nel 966 eresse la chiesa di San Stae e la chiesa di S. Boldo a Venezia.
- Giovanni Tron (Trono) (XII secolo) - Patrizio veneto, verso il 1146 edificò la chiesa di San Giacomo in Palude a Venezia.
- Nicolò Tron (XV secolo) - Ambasciatore presso il Papa Paolo II, consigliere del doge Cristoforo Moro, procuratore di San Marco, savio del Maggior Consiglio e Podestà di Padova. Dal 1471 al 1473 fu il 67º doge della Serenissima.
- Andrea Tron (XVI secolo) - Procuratore e diplomatico della Serenissima Repubblica di Venezia. Nel 1574 edificò il maestoso Palazzo Tron lungo la Riviera del Brenta, nei pressi di Dolo e Mira, che venne incendiato e distrutto dalle truppe napoleoniche nel 1797.
- Nicolò Tron (1685 - 1771) - Nobile patrizio, politico, imprenditore e agronomo padovano, Cavaliere di San Marco e capitano di Padova, cavaliere dell'Ordine di San Giorgio d’Inghilterra, ambasciatore della Serenissima Repubblica di Venezia presso la corte inglese. Nel 1726 diede vita al Lanificio Tron di Schio.
- Andrea Tron (1712 - 1785) - Figlio di Nicolò. Procuratore di S. Marco e savio del Consiglio, ambasciatore della Serenissima a Vienna, a Parigi, all'Aia e Roma, Cavaliere della Stola d'oro. La sua unione con la nobildonna veneziana Caterina Dolfin (1736-1793) fece molto discutere.
- Chiara Maria Tron - Dogaressa, moglie del doge Paolo Renier, nel 1733.
- Paolina Tron - Dogaressa, moglie del doge Domenico II Contarini, nel 1787.

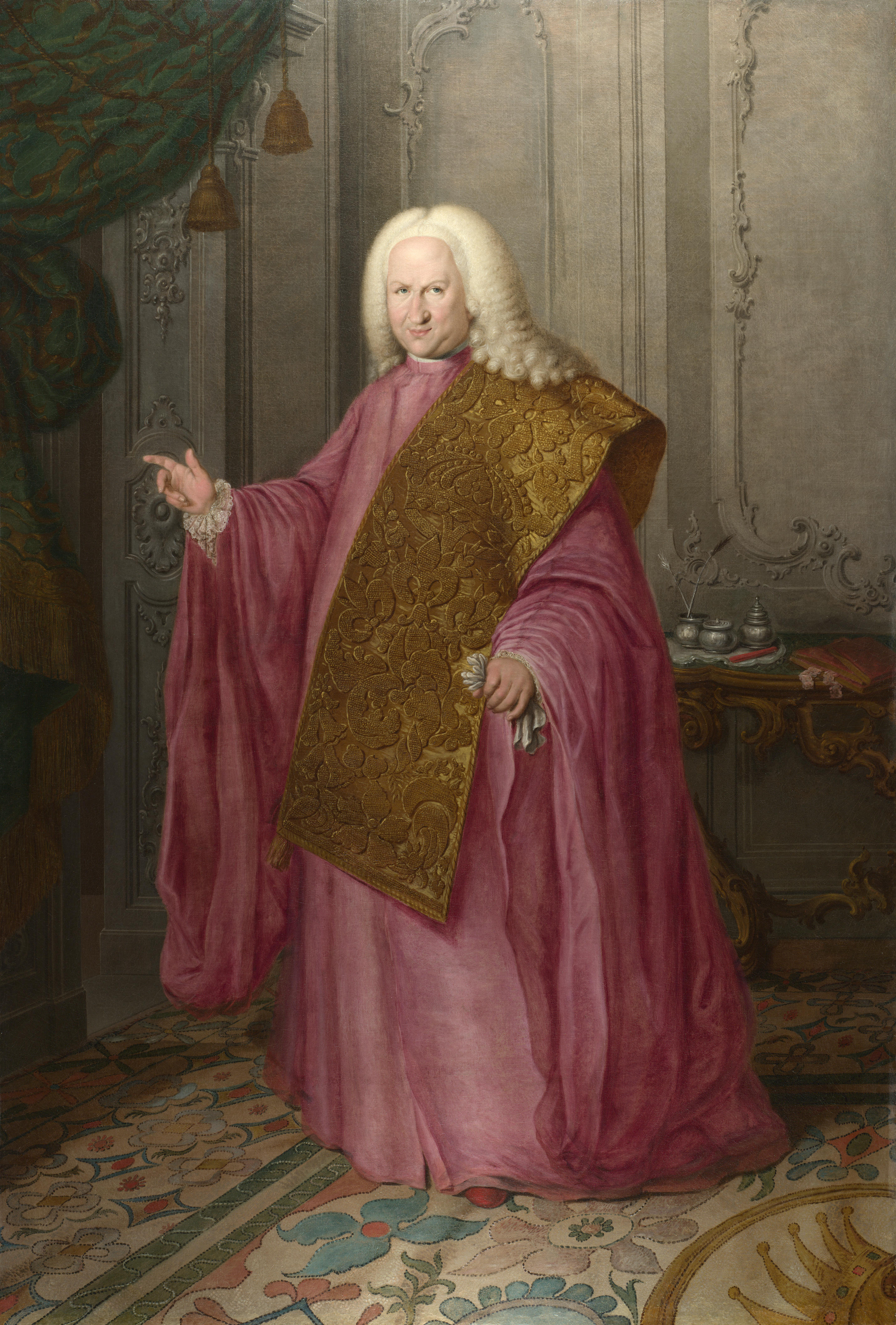
Andrea Tron ritratto di Nazario Nazari (1750). National Gallery, Londra.

## Palazzi e tenute Tron
- Ca' Tron, dei patrizi Tron, oggi è una sede IUAV nel sestiere di Santa Croce a Venezia.
- Palazzo Tron di San Gallo, nel sestiere di San Marco a Venezia.
- Palazzo Tron, lungo la Riviera del Brenta; fu l'imponente Ca' Tron del Seicento dei patrizi Tron. Venne incendiato e distrutto dalle truppe napoleoniche nel 1797.
- Tenuta di Ca' Tron a Roncade e Meolo, era la tenuta del Palazzo Tron; con 1.100 ettari, è la più vasta tenuta a corpo unico del Veneto.
- Forte Tron di Marghera.
- Lanificio Tron di Schio, non più esistente.

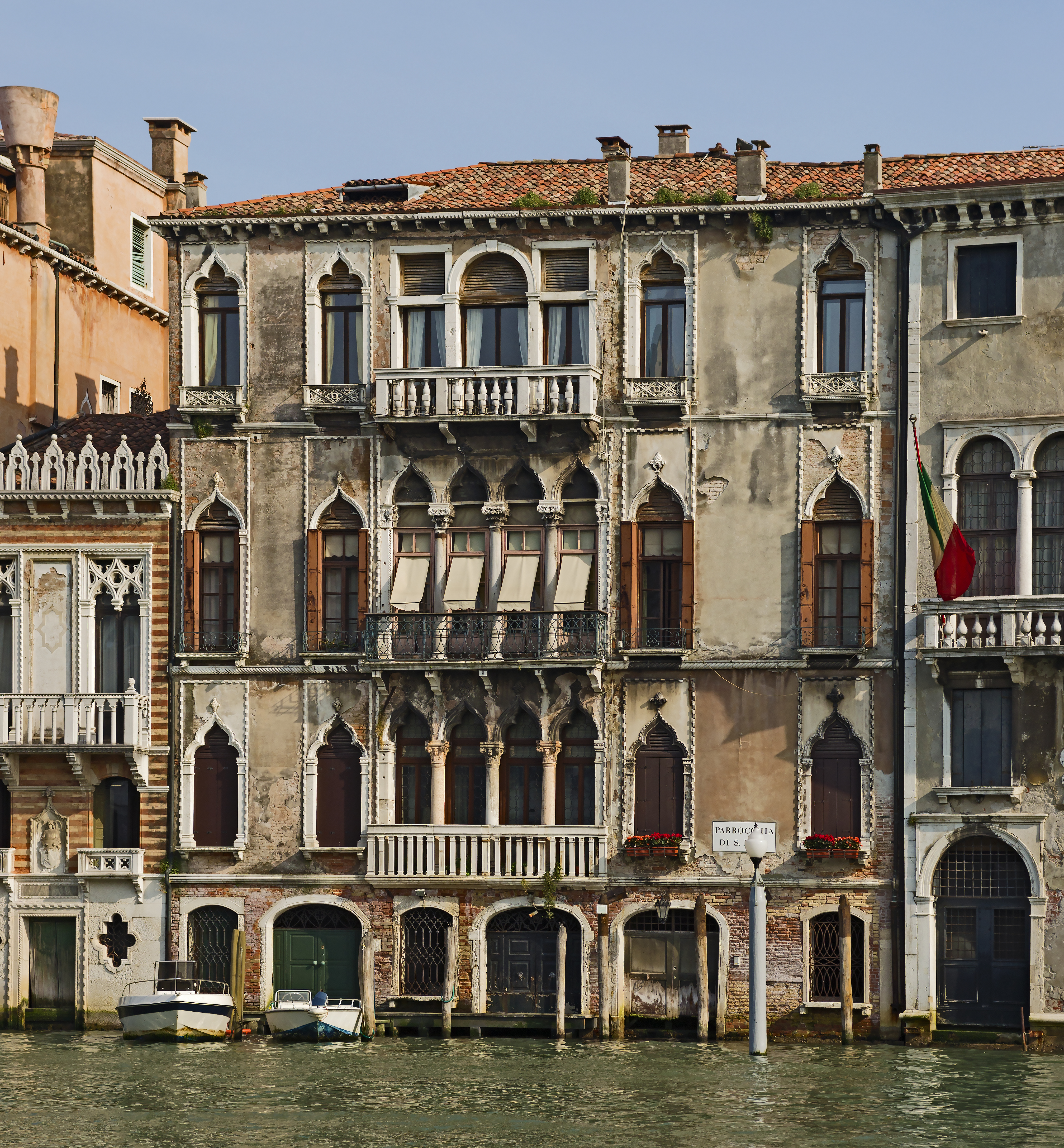
Palazzo Tron a San Beneto
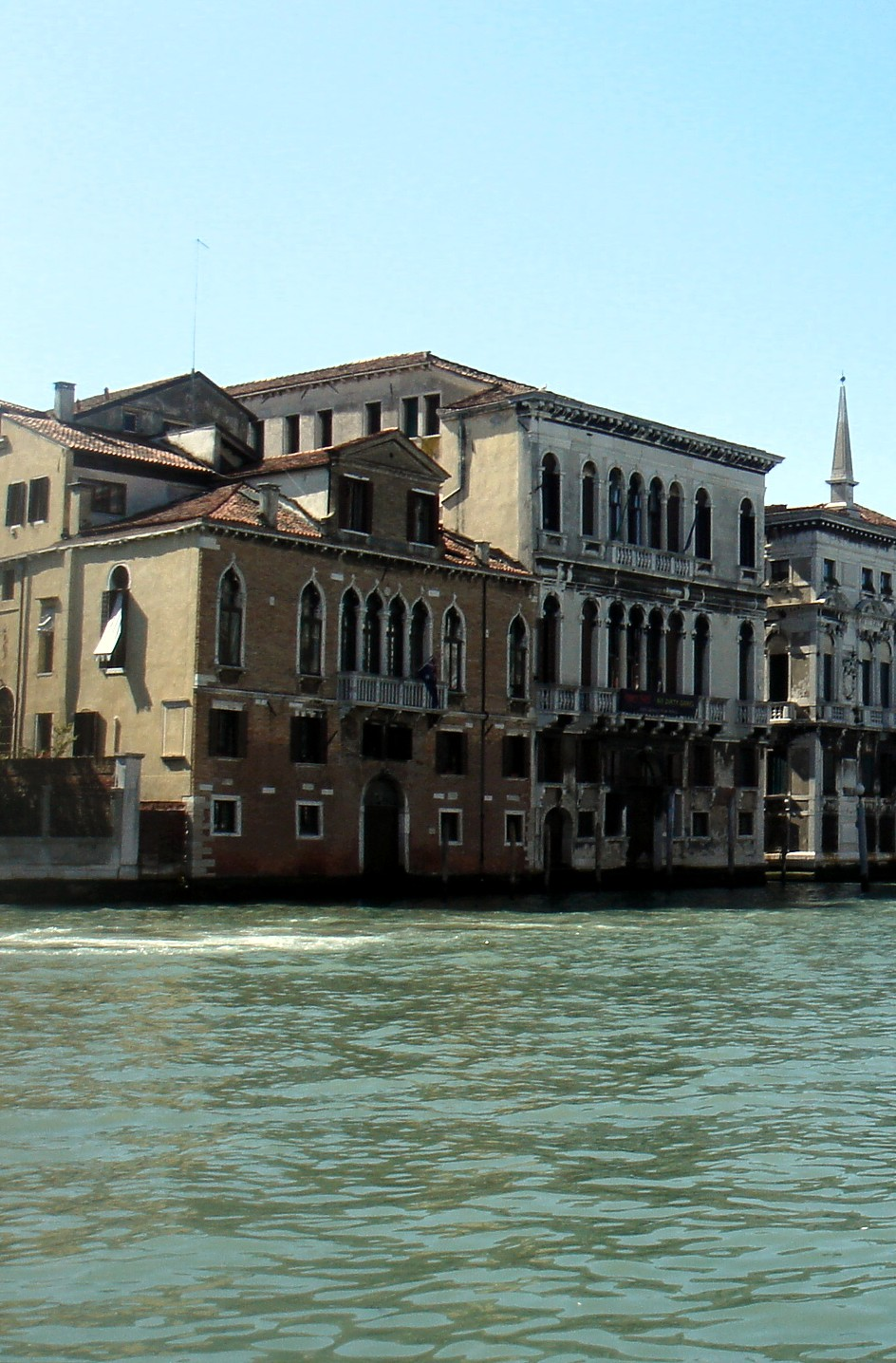
Ca' Tron a San Stae
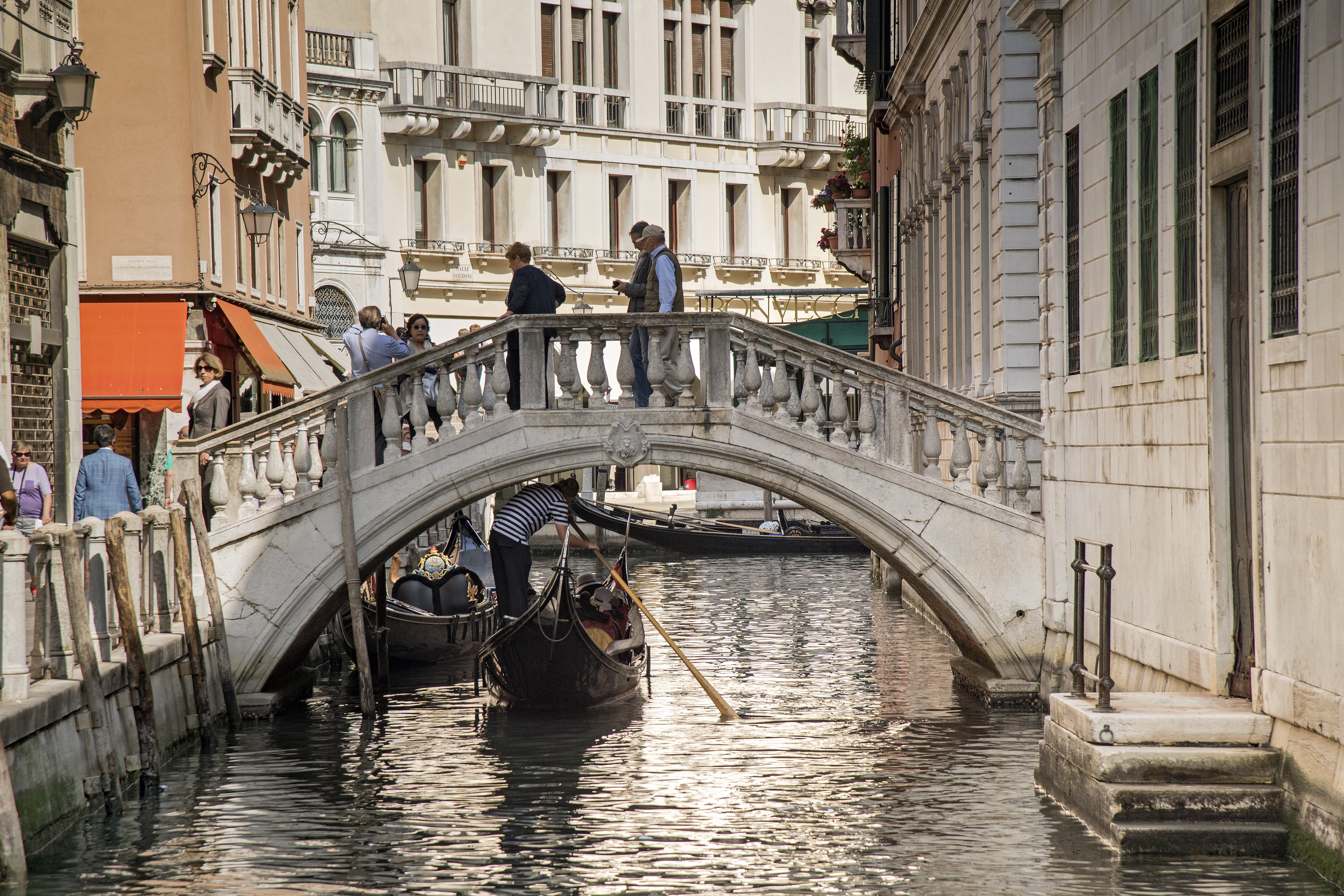
Ponte Tron